# Dolichognatha chimminiensis
Espèce
Dolichognatha chimminiensis est une espèce d'araignées aranéomorphes de la famille des Tetragnathidae.

## Répartition
Cette espèce est endémique du Kerala en Inde,. Elle se rencontre dans le district de Thrissur dans le sanctuaire faunique de Chimmony (en).

## Description
Le mâle holotype mesure 7,41 mm et la femelle paratype 10,15 mm.

## Systématique et taxinomie
Cette espèce a été décrite par Anju, Asha et Sudhikumar en 2024.

## Étymologie
Son nom d'espèce, composé de chimmini et du suffixe latin -ensis, « qui vit dans, qui habite », lui a été donné en référence au lieu de sa découverte, le sanctuaire de la vie sauvage de Chimmini.

## Publication originale
- Anju, Asha & Sudhikumar, 2024 : « A new six-eyed species of Dolichognatha O. Pickard Cambridge, 1869 from India (Araneae, Tetragnathidae). » Zootaxa, no 5523(1), p. 146-150.